# David Severn
David Severn, de son vrai nom David Storr Unwin (3 décembre 1918, Londres – 11 février 2010, Londres) est un écrivain britannique.
Fils ainé de l'éditeur Stanley Unwin, il est l'auteur de nombreux livres pour enfants. Il a également écrit quelques livres pour adultes sous son véritable nom, dont une autobiographie, Fifty Years with Father.

## Biographie
Élevé à Hampstead, il est envoyé, à l'âge de 14 ans, en pension à Abbotsholme. À 18 ans, il rejoint la maison d'édition familiale Allen & Unwin. En raison d'une santé fragile, il échappe au service militaire et se lance dans l'écriture de ses premiers romans pour enfants dont le premier succès en 1949 lui permet d'échapper à l'emprise familiale.
En 1945, il se marie avec Periwinkle Herbert, la nièce d'AP Herbert. Ils eurent deux enfants.
Il meurt le 11 février 2010 âgé de 91 ans, après une brève maladie, et est incinéré.

## Œuvres

### En anglais (liste incomplète)
- 1942 : Rick Afire
- 1949 : Dream Gold
- 1953 : Drumbeats!
- 1954 : The Governor's Wife (pour adultes)
- 1956 : A View of the Heath (pour adultes)
- 1957 : The Future Took Us
- 1959 : Foxy-Boy
- 1974 : The Girl in the Grove
- 1977 : The Wishing Bone
- 1982 : Fifty Years with Father

### Traductions en français (liste incomplète)
- La Cabane de Crusoë, Editions de la Paix, 1947
- Les Jumeaux, Editions de la Paix, 1947
- Roulotte pour cinq, Editions de la Paix, 1950
- Le navire du rêve, Alsatia Signe de Piste, SDP 100, 1957 - rééditions NSDP 110, 1980, Fleurus, 1996
- Le tambour des Bangolos, Ed SPES, collection Jamboree, J 32, 1957
- La Femme du gouverneur, Albin Michel, 1957
- La cité des nombres, Ed SPES, collection Jamboree, J 36, 1958
- Le cheval de jade, Ed SPES, collection Jamboree, J 43, 1959

- Le Feu dans la meule, Delagrave, 1965

- Blondine et le garou, Delagrave, 1968